# Parc naturel d'Urkiola
Le parc naturel d'Urkiola, est un espace protégé situé à l'extrémité sud-orientale de la Biscaye et au nord de l'Alava dans la communauté autonome du Pays basque (Espagne). Il se situe dans une zone montagneuse formée par les massifs d'Aramotz-Eskuagatx, les montagnes du Durangaldea et le massif d'Arangio.
Il a été déclaré parc naturel le 29 décembre 1989 par le décret 275/1989 sous la loi 4/1989, du 27 mars de cette même année, de conservation des espaces naturels et de la flore et de la faune sauvages, dans le but de la protection des valeurs naturelles et paysagers qu'il a en les rendant compatibles avec l'exploitation agricole, d'élevage et forestière traditionnelle du lieu,. Il a été déclaré lieu d'importance communautaire (ES2130009) en décembre 1997 et intégré dans le réseau Natura 2000.

## Toponymie
Le toponyme castillan Urquiola vient du basque urkiola et fait référence à la présence de bouleaux, urki en basque.

## Description
Le parc naturel d'Urkiola a une superficie de 5 958,3 ha et un périmètre de 83,8 km. Les 5 958,3 ha du parc naturel sont répartis sur 8 communes, sept d'entre elles se trouvant en Biscaye et une en Alava. La superficie correspondante à chacune d'elles se compose comme suit :
- en Alava :
  - Aramayona, 857,4 ha ;
- en Biscaye :
  - Abadiano, 1 454,2 ha où se situent le col d'Urkiola, le sanctuaire catholique d'Urkiola dédié aux saints Antoine de Padoue et Antoine l'Abbé, et les installations du parc ;
  - Amorebieta-Etxano, 98,3 ha ;
  - Atxondo, 613,4 ha ;
  - Dima, 1 498 ha ;
  - Durango, 107,6 ha ;
  - Izurtza, 50 ha ;
  - Mañaria, 1 279,2 ha[5].

## Topographie
Malgré une altitude contenue, le parc naturel présente un relief très accidenté. L'altitude oscille entre 240 mètres, minimum mesuré à Zalloventa, dans le quartier de Mañaria, et 1 331 mètres, altitude maximum atteinte au niveau du mont Anboto. La plupart de l'étendue du parc se situe aux alentours des 600 mètres d'altitude, qui augmente généralement d'est en ouest. L'altitude du massif d'Aramotz oscille pour sa part entre les 789 d'Urtemondo et les 1 008 mètres de Leungane ; Ezkurabatz culmine à 1 018 mètres au niveau du pic d'Arrietabaso. La cordillère Anboto-Alluitz culmine à 1 331 mètres d'altitude au pic du premier et redescend jusqu'à 894 mètres à Tellamendi. Le massif d'Arangio atteint son point le plus haut au pic d'Orisol, avec une altitude de 1 128 mètres.
Les principaux pics du parc, classés de façon décroissante par altitude, sont les suivants :
1. Anboto, 1 331 m ;
2. Elgoin, 1 240 m ;
3. Orisol, 1 128 m ;
4. Izpizte, 1 062 m ;
5. Alluitz, 1 039 m ;
6. Arrietabaso, 1 018 m ;
7. Kanpantorreta, 1 016 m ;
8. Urquiolamendi, 1 011 m ;
9. Leungane, 1 008 m ;
10. Mugarra, 965 m ;
11. Saibigain, 945 m ;
12. Untzillaitz, 935 m ;
13. Tellamendi, 894 m ;
14. Aitz Txiki, 791 m ;
15. Urtemondo, 789 m[7].

### Sources et bibliographie
- (es) Cet article est partiellement ou en totalité issu de l’article de Wikipédia en espagnol intitulé « Parque Natural de Urkiola » (voir la liste des auteurs).
- (es) Urkiola. Éditeur: Servicio Central de Publicaciones del Gobierno Vasco.  (ISBN 84-457-0644-6)
- (es) Senderos de Urkiola. Éditeur: Sua Edizioak.  (ISBN 84-8216-071-0)